# 劉紳 (成化壬辰進士)
劉紳（1432年—？），字宗儒，湖廣衡州府衡陽縣人，軍籍。明朝政治人物。進士出身。

## 生平
成化七年辛卯科湖廣鄉試第八十名。成化八年（1472年）壬辰科會試第一百十名，殿試登進士第三甲第四十名。官主事。

## 家族
曾祖父劉榮叔。祖父劉文賓。父亲劉漢。